# 楽神王 〜vero musica〜
『楽神王〜vero musica〜』（がくしんおう ヴェロ ムジカ）は、吉田正紀による日本の少年漫画作品。『ゲッサン』（小学館）にて、2009年6号から2010年まで連載。話数のカウントは「第●楽章」。

## あらすじ
とある異世界に存在する音楽の国、アルベロ。その国は、隣国のドメーニカと対立状態にあった。一方、響ノ台音楽専門学校中等部、作曲科3年に在学している九楽楽人の下駄箱に、或る日ハーモニカが入れられていた。そのハーモニカを吹くと、謎の猫らしき生物が現れ、楽人と礼音を異世界に連れ去ってしまう。

## 登場人物

### アルベロとその関連国
九楽楽人（くがく らくと）
響ノ台音楽専門学校中等部、作曲科3年に在学している。元々はピアニスト志望であったが、交通事故で両手を複雑骨折してからは、ハーモニカに転向した。授業中でも気にせず、給水塔でハーモニカを演奏し、作曲などをしている。
有名なバイオリニスト、九楽勇の息子であり、生まれながらの音楽の天才であり、彼もまた高い才能を秘めている。ウィーン短期留学生に選ばれる程だが、本人は老人ホームの演奏会を優先し辞退している。身長が低く、性格や「ナスや辛いの嫌い」という発言をしたりしているため、周囲からは「見た目通り子供」と言われる事もある。アルモーニカによって、アルベロに連れて行かれる。
ルーチェ・クゥイント・アルベロ
ヒロイン。アルベロの王女。16歳。フルートで楽神フラウトを操る。楽人にアルベロを救ってくれるよう頼む。楽人に好意を寄せている。
デュリ
ルーチェの専任護衛。
フェロー・ウ・シメント
シメントの新たな主。ルーチェの幼馴染であり、以前から楽神同士の模擬戦を行う仲。負けず嫌いで緊張感に欠けているように見えるが、自国やルーチェのことを深く考えている。ベルリラで楽神ベルリラを操る。
アッカイロ王
フェローの祖父で先代のシメントの主。かなり高齢だが、洞察眼は鋭い。
ラーメ
シメントで採掘専用に使われている楽神・ロゥベルを操る男性。
パルーソ
マリジニ半島南東の森の国バスコの王で、楽神バンショーを操る。気弱な性格をしており、できるならばドメーニカとは戦いたくないと思っている。
フィノ
マリジニ半島南の海洋国マーレの王。楽神リュートスを操る。妹のフェントと瓜二つの顔をしており、フェローからはたびたび間違えられてきたようだ。
フェント
フィノの妹。楽神アティリュートスを操る。兄のフィノと瓜二つの顔をしており、フェローからフィノと間違えられた。国を守るためにオルケストラを倒す決意を固めている。
カルディネ
マリジニ半島中央の草原の国スオロの王。楽神サクスフォーネを操る。ルーチェから書簡を受け取ったメンバーの中では一番年上のようだ。豪快だが年長者らしい冷静さも感じさせる。トラビアレに、書簡を受け取ったメンバーを連れてシメントに乗せていくよう依頼した。妻にコリーナ、息子にカノーネがいる。
ボルサ
カルディネの従者である女性。楽神トロンバを操る。落ち着いた性格であるらしく、単行本2巻の時点では一切の台詞を発しておらず、登場コマ数もかなり少ない。

### ドメーニカとその関連国
九楽礼音（くがく れおん）
楽人の弟で、響ノ台音楽専門学校の弦楽科2年に在学している。「レオン」と片仮名表記されることが多い。真面目な性格で優等生。生まれながらの音楽の天才の楽人に対しては畏敬の念と、コンプレックスを感じていて深く悩んでいた。よって並々ならぬ努力によって、才能を開花させた。ウィーン短期留学生に選ばれる。楽人よりも背が高く、眼鏡をかけている。
楽人と一緒に異世界に連れて行かれるが、ドメーニカに保護され、成り行きでオルケストラの一員になる。オルケストラでの序列は5番で操る楽神はストラディバリウス。
フォン
礼音の世話係の美少女。元々はロッソの奴隷でロッソからひどい扱いを受けていた。礼音に好意を寄せている。後に、楽人、礼音とともに、なぜか元の世界にやって来る。
ヴェリタ
ドメーニカの帝王であり、通称「絶対帝ヴェリタ」。楽器はチェロ。礼音のことを気に入っているらしく、「礼音の世界」の話に興味を持っている。
「強大な力はそれにふさわしいものだけが持っていればいい」という考えを持っており、無能なものが力を持ってドメーニカを腐らせることを危惧している。そのため、現在行っている領土拡大を利用して無能な楽神使いを始末しようとしている。元来、心の優しい人物であったが、若いころに、音楽の真理に近づこうとした恋人のマティルナを、シンダカートに殺されてしまい、シンダカートへの復讐を誓う。
オルケストラの序列を自由に決めることができ、本人もオルケストラ最強の1番の称号を持っている。操る楽神は不明。
ドラート
オルケストラの序列は2番。楽器はトランペット。音楽が、楽神を戦わせるための道具ということに疑問を感じている。メンシィルのネリーと戦ったことにより、その思いはさらに強くなった。後にドメーニカの元首になる。
ロッソ
楽神ヴィオリーザの奏者。楽器はヴァイオリン。短気で暴力的なオルケストラの一員。自分より下の立場の者には威張り散らし、上の者の言うことは大人しく聞く小者の典型。
100年以上代々オルケストラの一員である一族の出身であることを誇りにしている。ドメーニカに反抗した5体の楽神を1人で倒せるほどの実力者ではあるが、礼音には手も足も出ず敗北する。オルケストラでの序列は19番。
アラーティオ
弱気なオルケストラの一員。楽器はヴァイオリン。操る楽神およびオルケストラ内の序列は25番。
ネリー
ドメーニカに敵対するメンシィルの姫。楽器はクラリネット。ドラートに好意を寄せている。後にドラートとともにドメーニカの共同統治者となる。
ストゥブレザ
楽神ポルトガルキタの奏者。
通称ストゥ。アンディパストの三人の中では一番の奏者でプレミオ、スコントの姉。
傍若無人、冷酷無比な人物で、自分さえ気持ち良ければ何でもよいという人物。ポルトガルキタの実験台として自国の農民たちを嬉々として手にかけるなど、他者の命を何とも考えていない。アルベロの国民を人質に取る戦法でルーチェを降伏させかけるが、楽人がアルモーニカを覚醒させたことで敗北する。
プレミオ
楽神アクスキタの奏者。
ストゥブレザの弟でスコントの兄。ドメーニカ北方の小国アンディパストの統治者だったが、国がドメーニカの属国に入ることになり、フラウト奪取の命を受けアルベロを襲う。スコントとの連携でフラウトと戦うが、楽人の指示を受けたルーチェに敗北する。
彼がアンディパストをドメーニカの属国にしたのは、ドメーニカが「ドメーニカのために働けばやりたい放題で民を苦しめているストゥブレザから楽神を取り上げる」という約束をしたからであった。
スコント
楽神キターラの奏者。
ストゥブレザ、プレミオの弟。兄と共にアルベロを襲う。二回目の襲撃でフラウトに敗北。アルベロにストゥブレザが現れた際に、自分たちはドメーニカに利用されただけなのだと気付いた。
キングァタ
楽神アルト＝リコルダの奏者。楽器はアルトリコーダー。
ドメーニカの属国の1つ、スヴォルタ領主・セントの家来をしていたが、アルト＝リコルダを奪って新たに領主になろうとしていた。自国民を巻き込んで争いを続けること、下手なのに好き勝手な演奏で悦に入っていることが礼音の怒りにふれ、ストラディバリウスの一撃で敗北した。
セント
楽神リコルダの奏者で、アルト＝リコルダの本来の持ち主。楽器はソプラノリコーダー。
ドメーニカの属国の1つ、スヴォルタの領主。以前から高圧的に国を治めており、国民から反感を持たれていた。自国民を巻き込んで争いを続けること、親のおかげで力を得たのに、それに満足し演奏の技術を進歩させない態度が礼音の怒りにふれ、ストラディバリウスの一撃で敗北した。

### その他
トラビアレ
楽神ファゴットの奏者で、通商ギルド、シンダカートの一員。
商人であるため態度は丁寧だが、周りには決して本心を悟らせない。本来シンダカートとドメーニカは対立しているはずなのだが、トラビアレはヴェリタと内通している。

## 楽神
異世界に存在する兵器で、「音楽の力」を介して操る。人型、獣型などその姿は様々。一体でも貴重なものであり、例外もあるが楽神を操る者は国王やその国の重臣である場合が多い。
各楽神ごとに存在する楽譜を正確に演奏することで奏者の思い通りに動かすことができる（作中に描かれている楽譜は、ト音譜表・へ音譜表が合わさった二段の楽譜。単音楽器でどうやって演奏するのかは不明である。）。
なお、楽神が破壊されたとき、その楽神の操作に使用していた楽器は破損する。
音の壁
楽器を演奏している間、楽神使いをあらゆる攻撃から守る。楽神そのものにも発生する。
かつて発明された強力な「火薬」を使った「大砲」の攻撃すらたやすく防ぐが、楽神同士ならば相殺させることができる。
音の鎖
音の壁から楽神へとのびる光の帯。
楽人がアルモーニカの力を覚醒させたときに大量の音の鎖が出現した。その際にアルベロの人間が音の鎖の存在を口走っただけであり、音の鎖が如何なるものなのかは詳細不明。

### アルベロとその関連国
アルモーニカ
猫のような形の小型の楽神。ハーモニカの演奏で動くが、楽人は演奏なしでも動かすことができる。学校に現れ、楽人と礼音を異世界に連れて行った。アルベロでは祀られているらしい。「ナー」としか話さない。楽人の感情が高まると巨大なライオン型の楽神のオーラをまとい、強大かつ特殊な能力を発揮する。前世は、ピアーチェという獣人族で、音楽の天才だった。親友にこの世界の元凶を作ったムジカがいた。
フラウト
人型の楽神。フルートの演奏で動く。奏者はアルベロの王女ルーチェ。前世は、ピアーチェとムジカの親友で、フルート演奏家のフラウト。
ベルリラ
人型の楽神。ベルリラの演奏で動く。奏者はシメントの主フェロー。
ロゥベル
人型の楽神。ベルリラの演奏で動く。左手足を失っており（左足は義足）、戦いには向かないため土木工事や採掘専用の楽神として使われている。奏者はシメントのラーメ。
エセレ＝ベルリラ
人型の楽神。王座の後ろに飾られているものの、動かす楽器が発見されていないため他国へのハッタリとしての意味合いしかない。
バンショー
人型の楽神。バンジョーの演奏で動く。奏者はボスコの王パルーソ
リュートス
人型の楽神。リュートの演奏で動く。奏者はマーレの王フィノ。
アティリュートス
人型の楽神。リュートの演奏で動く。奏者はフィノの妹フェント。
サクスフォーネ
人型の楽神。サックスの演奏で動く。奏者はスオロの王カルディア。
トロンバ
人型の楽神。トロンボーンの演奏で動く。奏者はカルディネの従者ボルサ。
楽神王
新生アルモーニカ、新生ストラディバリウス、新生エセレ＝ベルリラ、新生ファゴットが4体合体して完成した。楽人、ルーチェ、フェロー、礼音の合奏により動く。

### ドメーニカとその関連国
ストラディバリウス
人型の楽神。ストラディバリウスに似たバイオリンで操作することから、奏者である礼音が命名した。ヴェリタが言うには「オルケストラように楽神には劣るが、並みの楽神以上の力はある」。
ヴィオリーザ
人型の楽神。バイオリンの演奏で動く。奏者はドメーニカのオルケストラ19番のロッソ。
タンブロ
人型の楽神。ステアドラムの演奏で動く。奏者曰く「力は強いが動きが単調で持っている楽譜の数が少ない」。奏者の名前は不明。
ポルトガルキタ
二足歩行獣型の楽神。ギターの演奏で動く。奏者はアンディパストのストゥブレザ。
アクスキタ
二足歩行獣型の楽神。ギターの演奏で動く。奏者はアンディパストのプレミオ。
キターラ
二足歩行獣型の楽神。ギターの演奏で動く。奏者はアンディパストのスコント。
アルト＝リコルダ
人型の楽神。リコーダーの演奏で動く。楽神そのものの力はリコルダよりも上らしい。奏者はスヴォルタのキングァタ。
リコルダ
人型の楽神。リコーダーの演奏で動く。奏者はスヴォルタのセント。

### その他
ファゴット
船やロケットのような形をした楽神。ファゴットの演奏で動く。ただでさえ巨大な楽神を5体も搭載することができるほどの大きさを誇る。奏者はシンダカートのトラビアレ。

## その他の用語

### マリジニ半島
アルベロ、シメント、ボスコ、マーレ、スオロの5国が存在する半島。第8楽章でのやり取りを見る限り、5国の中は良好らしい。
5年前に謎の伝染病が大人を中心に蔓延し、ルーチェの父母、フェローの父母を始め、多くの人間が命を落とした。
アルベロ
半島北端の国。領主はルーチェ。「アルベロの大樹」と呼ばれる巨木の根元から豊富な湧水が湧いており、これを使った農作および他国への利水権の収入で国を維持している。
保有している楽神はフラウトとアルモーニカの2体。
シメント
鉄工国家と呼ばれる半島北東の国。領主はフェロー。半島の国の中で鉄鉱石を採掘、加工する技術を持った唯一の国。反面農業をする技術も土地もないため、アルベロの水や農作物と自国の鉄鋼製品を交換している。
保有している楽神はベルリラ、ロゥベル、エセレ＝ベルリラの3体だが、戦力として使える楽神はベルリラのみ。
ボスコ
森の国と呼ばれる半島南東の国。領主はパルーソ。登場した楽神はバンショー。
マーレ
南の海洋国と呼ばれる半島南端の国。領主はフィノ。登場した楽神はリュートスとアティリュートス。
スオロ
大平原の国と呼ばれる半島中央の国。領主はカルディネ。登場した楽神はサクスフォーネとトロンバ。

### ドメーニカ
マリジニ半島の更に北方にあり、広大な大陸の約半分を統治する超大国。領主はヴェリタ。持ち主が決まっていない楽神を含め、500体以上の楽神を保有する。
三か月前から隣国のメンシィルを始めとする大小様々な国に侵攻を始め、領土を拡大している。
オルケストラ
ドメーニカが誇る、34人の最強楽神使い。その全員が優れた演奏技術、強力な楽神、そして多くの特権を持っているが、その地位と楽神を親から受け継いでおり、楽神使いとしても権力者としても無能なものが増えているという。
オルケストラの楽神はそれぞれが通常の楽神とは比べ物にならないほど強力であり、また各々の固有能力を持ち合わせている（礼音の楽神・ストラディバリウスは例外）。
現在、ヴェリタ（1番）、礼音（5番）、ロッソ（19番）、アラーティオ（2？番）、その他名前が不明の5名が登場している。

### シンダカート
どの国にも属さず物資の運搬や交易の仲介をする通商ギルド。金さえ払えば何でもする（楽神の取引、他国の情報の漏えいなど）ため、「戦争の仕掛け人」とも呼ばれる。
表面上はドメーニカと対立しているが、一員であるトラビアレはヴェリタと内通している。
シンダカートは、千年前に、ピアーチェ（アルモーニカ）の親友であったムジカが、ピアーチェに対する嫉妬にかられて奏でた演奏によって、“マラーニモ”を出現させ、楽神王によって封印された。
二度とマラーニモを呼び出すような演奏が生まれないために・・・
封じ込めたマラーニモとムジカを監視するとともに、音楽を管理し同時に世界の勢力バランスを保つ組織を作りました。
それが、“シンダカート”です。

### 演奏
楽神は楽譜を正確に演奏することで動かすことができ、演奏の腕がうまければうまいほど楽神の動きは強力になる。演奏には「誰でも使える動き」と「専用の動き」の2種類がある。
金環（エクリツシイ）
フラウト必殺の演奏。両手に剣を持ち、素早く相手を切りつける。
踊る
アルモーニカ専用かつ唯一の演奏。
木春菊（マルゲリータ）
フラウトの演奏。高速で突きを繰り出す。後にヴィオリーザも使用。
血華（サンドゥエ・フィオーレ）
ポルトガルキタ必殺の演奏。演奏が終了した時点で無差別に弦を発射して全てを切り裂く。
十字斬り（クロイスタケロ）
ヴィオリーザ必殺の演奏。文字通り剣を十字にふるって攻撃する。
衝撃（ショウク）
タンブロの演奏。強大な音の衝撃波を放つが、ドメーニカはこの演奏を大したものとは思わなかったようだ。
大剣（ギガンティスコ）
ベルリラ最強の演奏。ベルリラの体を剣へと変形させ、フラウトがそれを使役する。攻守に優れた演奏だが、演奏をやめた時点で変形は解けてしまう。
加速（リプレーザ）
セントが使用。「加速準備（リプレーザプリパラチオーネ）」と「加速開始（リプレーザイニチィオ）」の間に動きを指定する演奏を挟むことで、一時的に楽神の動きを速めることができる。セントの演奏は礼音に通用せず、逆に礼音に「加速（リプレーザ）」使用されて敗北した。
そのほか、「突く」、「斬る」、「避ける」などの基本演奏が無数にある。